# 中國消費者協會
中國消費者協會是中華人民共和國一個保護消費者權益的組織，也是改革開放後首個全國性的同類組織，成立於1984年12月26日，總部位於北京，挂靠于国家市场监督管理总局。1987年9月，中國消費者協會成為國際消費者聯盟組織會員。1991年3月15日，中國消費者協會與中國中央电视台、中国消费者报社、中华工商时报社联合举办首屆中国中央电视台3·15晚会。
中國消費者協會每年召開一次理事會全體會議，會議閉幕期間由常務理事會暫代理事會職權。
中国消费者协会拥有3·15图形商标（3·15数字及地球人型组合图）的专用权。

## 外部連結
- 官方网站